# De Egel
De Egel is een gemeentelijk monument aan de Duinweg 47 in Soest in de provincie Utrecht.
De voormalige boerderij staat haaks op de Duinweg. De oorspronkelijke voor- en achtergevel zijn later omgedraaid, ooit was de boerderij gericht op de Soesterbergsestraat. Het witgepleisterde pand heeft een wolfsdak. De ingang bevindt zich aan de linkerzijde, het rieten dak is hiervoor iets opgelicht.